# Desbocat
Desbocat (títol original en anglès Rampage) és una pel·lícula dramàtica de ficció criminal estatunidenca del 1987 escrita, produïda i dirigida per William Friedkin. La pel·lícula és protagonitzada per Michael Biehn, Alex McArthur i Nicholas Campbell. Ha estat doblada al català.

## Resum de la trama
Charles Reece és un assassí en sèrie que comet una sèrie de brutals mutilacions-assassinats per beure sang com a resultat de deliris paranoics. Reece aviat és capturat. La major part de la pel·lícula gira al voltant del judici i dels intents del fiscal perquè Reece sigui considerat assenyat i se li apliqui la pena de mort. Els advocats de la Defensa, per la seva banda, argumenten que l'acusat és no culpable per raó de bogeria. El fiscal, Anthony Fraser, abans estava en contra de la pena capital, però busca aquesta pena davant dels brutals crims de Reece després de conèixer el dol de la família d'una víctima.
Al final, Reece es troba assenyat i se’l castiga amb la pena de mort, però el debat intern de Fraser sobre la pena capital es torna acadèmic quan Reece és considerat boig per una exploració del seu cervell per malaltia mental. Al final de la versió original de la pel·lícula, Reece es troba mort a la seva cel·la, després d'haver consumit una sobredosi d'antipsicòtics que havia estat emmagatzemant.

### Final alternatiu
Al final de la versió revisada, Reece és enviat a un hospital psiquiàtric estatal, i en una coda esgarrifosa, envia una carta a una persona la dona i el fill de la qual ha matat, demanant a l'home que vingui a visitar-lo. Una targeta de títol final revela que Reece està programat per a una audiència de llibertat condicional d'aquí a sis mesos.

## Repartiment
- Michael Biehn com Anthony Fraser
- Alex McArthur com a Charlie Reece
- Nicholas Campbell com Albert Morse
- Deborah Van Valkenburgh com a Kate Fraser
- John Harkins com el Dr. Keddie
- Art LaFleur com a Mel Sanderson
- Billy Greenbush com el jutge McKinsey
- Royce D. Applegate com a Gene Tippetts
- Grace Zabriskie com a Naomi Reece
- Carlos Palomino com a Nestode
- Roy London com el Dr. Paul Rudin
- Donald Hotton com el Dr. Leon Gables
- Andy Romano com a Spencer Whaley
- Patrick Cronin com a Harry Bellenger
- Whitby Hertford com Andrew Tippetts
- Brenda Lilly com Eileen Tippetts
- Roger Nolan com el Dr. Roy Blair
- Rosalyn Marshall com a Sally Ann
- Joseph Whipp com el Dr. George Mahon
- Angelo Vitale com a fiscal adjunt
- Paul Gaddoni com Aaron Tippetts

## Influències
Charles Reece es basa lliurement en l'assassí en sèrie Richard Chase.Els crims que comet Reece són lleugerament diferents dels de Chase, però; Reece mata tres dones, un home i un nen, mentre que Chase va matar dos homes, dues dones (una de les quals estava embarassada), un nen i un nadó de 22 mesos. A més, Reece s'escapa en un moment, cosa que Chase no va fer, assassinant dos guàrdies i més tard un sacerdot. Tanmateix, Reece i Chase tenien antecedents de malalties mentals i una obsessió per beure sang. A diferència de Reece, Chase va ser condemnat a mort, però el van trobar mort a la seva cel·laó, un aparent suïcidi, abans que es pogués dur a terme la sentència.

## Banda sonora
La partitura de la pel·lícula va ser composta, orquestrada, arranjada i dirigida per Ennio Morricone i va ser llançada en vinil LP, casset i disc compacte per Virgin Records.

## Estrena
Desbocat es va rodar el 1986 a Stockton (Califòrnia). Es va presentar al Festival de Cinema de Boston el setembre de 1987 i es va presentar en cinemes en alguns països europeus a finals dels anys vuitanta. Els plans per a l'estrena de la pel·lícula als cinemes a Amèrica es van suspendre quan l'estudi de producció DEG, el distribuïdor de Desbocat, va fer fallida. La pel·lícula no es va estrenar a Amèrica del Nord durant cinc anys. Durant aquest temps, el director Friedkin va reeditar la pel·lícula i va canviar el final (Reece ja no es va suïcidar a la presó) abans de la seva estrena als Estats Units l'octubre de 1992. les versions europees en vídeo mostren el final original de la pel·lícula.
En retrospectiva, William Friedkin va dir: "En el moment en què vam fer Desbocat, [el productor] Dino De Laurentiis es va quedar sense diners. Finalment va fer fallida, després d'una llarga carrera com a productor. Estava fent només desenes de pel·lícules i no va poder donar-ne cap suport i esforç real. I així, literalment, quan va arribar a llançar Desbocat, no tenia els diners per fer-ho. I ell no sols era el financer, sinó el distribuïdor. La seva empresa va fer fallida i la pel·lícula es va convertir en negre durant uns cinc anys. Finalment, l'empresa dels Weinstein, Miramax, la va treure de la fallida i la va tornar a llançar. Però aquest va ser un dels punts més baixos de la meva carrera."

## Recepció
A la seva ressenya, el crític de cinema Roger Ebert va donar a Rampage tres estrelles de quatre dient: "Aquesta no és una pel·lícula sobre assassinats, sinó una pel·lícula sobre la bogeria, ja que s'aplica a l'assassinat en el criminal estatunidenc modern. tribunals... El missatge de Friedkin és clar: els que cometen crims atroços haurien de pagar-los, sensats o boigs. Mates algú, et fregim, tret que el veredicte sigui tèrbol o hi hagi circumstàncies atenuants."
En retrospectiva, William Friedkin va dir: "Hi ha molta gent que estima Desbocat, però crec que no he batut la meva pròpia marca amb aquesta".

## Mitjans domèstics
A partir de 2010, la pel·lícula s'ha estrenat en DVD només a Polònia, per SPI International.
L'edició nord-americana de la pel·lícula va ser llançada a LaserDisc el 1994 per Paramount Home Video.
El tall original de Friedkin amb el final alternatiu i algunes imatges addicionals va ser llançat a LaserDisc al Japó només per Shochiku Home Video el 1990.